# Jonathan Suárez
Jonathan Fernando Suárez Freitez (ur. 8 grudnia 1982 w San Félix) – wenezuelski kolarz BMX, dwukrotny medalista mistrzostw świata.

## Kariera
Największy sukces w karierze Jonathan Suárez osiągnął w 2007 roku, kiedy zdobył złoty medal w konkurencji cruiser podczas mistrzostw świata w Victorii. W zawodach tych wyprzedził bezpośrednio Australijczyka Khalena Younga oraz Randy'ego Stumpfhausera z USA. Na rozgrywanych rok później mistrzostwach w Taiyuan w tej samej konkurencji wywalczył trzecie miejsce, ulegając jedynie Francuzowi Thomasowi Hamonowi i Włochowi Manuelowi De Vecchiemu. Ponadto na mistrzostwach świata w Paulinii był czwarty w wyścigu elite, przegrywając walkę o podium z Wade'em Bootesem z Australii. W 2008 roku wziął udział w igrzyskach olimpijskich w Pekinie, ale nie awansował do finału.